# Caloptilia bryonoma
Caloptilia bryonoma är en fjärilsart som först beskrevs av Turner 1914.  Caloptilia bryonoma ingår i släktet Caloptilia och familjen styltmalar. Inga underarter finns listade i Catalogue of Life.